# 历山镇
历山镇，是中华人民共和国山西省运城市垣曲县下辖的一个乡镇级行政单位。

## 行政区划
历山镇下辖以下地区：
同善村、南堡村、宋家湾村、观坡村、河西村、绛道沟村、后河村、神后村、朱家沟村、三里腰村、不落地村、常家坪村、冯家山村、刘村、竹林村、薛家堡村、望仙村、历山村、文堂村、西哄村、花石村和落凹村。